# Asclepias labriformis
Asclepias labriformis är en oleanderväxtart som beskrevs av Marcus Eugene Jones. Asclepias labriformis ingår i släktet sidenörter, och familjen oleanderväxter. Inga underarter finns listade i Catalogue of Life.